# Confederação Nacional do Transporte
A Confederação Nacional do Transporte (CNT) é uma associação sindical de grau superior que reúne 29 federações, 2 sindicatos brasileiros filiados e 16 associações brasileiro da área de transporte.
A CNT foi fundada em 28 de janeiro de 1954, por meio do Decreto nº 34 986. Ela é uma entidade sem fins lucrativos, que possui sede em Brasília, DF, e atua em todo o território brasileiro.
A CNT conta com uma estrutura de 60 mil empresas de transporte e 700 mil transportadores autônomos, perfazendo 2,5 milhões de trabalhadores no setor, responsáveis pela geração de renda correspondente a 6,5% do Produto Interno Bruto (PIB).

## Missão
Segundo o site da CNT sua missão é: "Promover o desenvolvimento e a defesa dos transportadores e do setor de transporte."

## Objetivos
Segundo o site da CNT seus objetivos são:
- Coordenar e defender nacionalmente os interesses dos transportadores e de suas entidades representativas em todas as modalidades;
- Estimular e apoiar a integração dos diversos modais de transporte, na busca de ganhos de qualidade e produtividade para o setor;
- Promover e valorizar a interação dos modais rodoviário, ferroviário, aquaviário e aéreo;
- Executar atividades sociais de grande alcance, por meio das entidades que a compõem, especialmente o Serviço Social do Transporte (SEST) e Serviço Nacional de Aprendizagem do Transporte (SENAT).